# Vinařice (Mladá Boleslav)
Vinařice é uma comuna checa localizada na região da Boêmia Central, distrito de Mladá Boleslav.